# Minute Taupo
Minute Alapati Taupo, né vers 1962 et mort le 23 mai 2022, est un diplomate et homme politique tuvaluan.

## Biographie
De 2001 à 2006, il est l'adjoint du représentant permanent des Tuvalu auprès de l'Organisation des Nations unies à New York, Enele Sopoaga,. En 2013 il devient le premier ambassadeur résident des Tuvalu en république de Chine (Taïwan),. Il occupe cette fonction quatre ans, puis Limasene Teatu (en) lui succède. En 2018 il est fait officier de l'ordre de l'Empire britannique par la reine des Tuvalu, Élisabeth II.
Il entre au Fale i Fono (Parlement tuvaluan) comme député de Nanumaga aux élections législatives de 2019 et est nommé vice-Premier ministre et ministre des Pêcheries dans le gouvernement du nouveau Premier ministre Kausea Natano. Il meurt subitement à Nui en mai 2022, à l'âge de 60 ans.